# Jewgienij Nikołajew
Jewgienij Dmitrijewicz Nikołajew (ros. Евгений Дмитриевич Николаев;  ur. 2 września 1923 w Moskwie, zm. 12 kwietnia 1990 tamże) – radziecki wojskowy, pułkownik-inżynier, Bohater Związku Radzieckiego (1944).

## Życiorys
Do 1939 skończył 10 klas szkoły, od stycznia 1940 służył we Flocie Wojskowo-Morskiej, m.in. do czerwca 1941 jako radzista we Flocie Bałtyckiej. W styczniu 1942 skończył kursy radiotelegraficzne w Taszkencie i został naczelnikiem radiostacji w zapasowym pułku kawalerii w Czardżou. Od lipca 1942 do kwietnia 1945 uczestniczył w wojnie z Niemcami kolejno jako naczelnik radiostacji, dowódca oddziału radzistów i naczelnik łączności radiowej dywizjonu 1035 (od grudnia 1942: 128 gwardyjskiego) pułku artylerii. Walczył na Froncie Stalingradzkim, Dońskim, Południowo-Zachodnim, 3 Ukraińskim i 1 Białoruskim. Brał udział w bitwie pod Stalingradem, operacji woroszyłowgradzkiej i izium-barwienkowskiej, wyzwalaniu Lewobrzeżnej Ukrainy, bitwie o Dniepr, operacji nikopolsko-krzyworoskiej, bieriezniegowato-snigiriowskiej, odeskiej, brzesko-lubelskiej, warszawsko-poznańskiej i berlińskiej. Był dwukrotnie ranny. Jako dowódca oddziału radiowców dywizjonu 128 gwardyjskiego pułku artylerii 57 Gwardyjskiej Dywizji Artylerii 8 Gwardyjskiej Armii 1 Frontu Białoruskiego w stopniu starszego sierżanta szczególnie wyróżnił się podczas forsowania Wisły. W nocy na 1 sierpnia 1944 z grupą zwiadowców sforsował rzekę w rejonie Magnuszewa; został wówczas ranny w nogę, jednak nie opuścił pola walki. Zabezpieczał łączność artylerzystów z piechotą, ułatwiając rozszerzenie przyczółka magnuszewskiego na Wiśle. W sierpniu 1945 ukończył kursy młodszych poruczników, a w 1946 kursy doskonalenia dowódców plutonów łączności i został dowódcą plutonu łączności artylerii w Grupie Wojsk Radzieckich w Niemczech (do grudnia 1946). W 1954 ukończył Wojskowo-Powietrzną Akademię Inżynieryjną im. Żukowskiego, w której następnie pracował. Od 1961 do 1964 był starszym inżynierem w 4 Głównym Zarządzie Ministerstwa Obrony ZSRR, później starszym pracownikiem naukowym 22 Centralnego Instytutu Naukowo-Badawczego w Mytiszczi, w marcu 1967 został zwolniony do rezerwy jako podpułkownik-inżynier. Później został szefem jednego z działów Wszechzwiązkowego Telecentrum, 1972–1973 był inżynierem trustu Energostrojmontażswiaź, następnie zastępcą dyrektora kinoteatru w Moskwie i starszym pracownikiem naukowym oraz pomocnikiem dyrektora Wszechzwiązkowego Naukowo-Badawczego Instytutu Przemysłu Tekstylno-Galanteryjnego. W 1975 został pułkownikiem-inżynierem. Został pochowany na Cmentarzu Chowańskim

## Odznaczenia
- Złota Gwiazda Bohatera Związku Radzieckiego (26 października 1944)
- Order Lenina (26 października 1944)
- Order Wojny Ojczyźnianej I klasy (11 marca 1985)
- Order Czerwonej Gwiazdy (dwukrotnie, 6 listopada 1943 i 26 października 1955)
- Medal za Odwagę (30 kwietnia 1943)

I inne.